# MRPL21
MRPL21 (англ. Mitochondrial ribosomal protein L21) – білок, який кодується однойменним геном, розташованим у людей на 11-й хромосомі. Довжина поліпептидного ланцюга білка становить 205 амінокислот, а молекулярна маса — 22 815.
| 10         |  | 20         |  | 30         |  | 40         |  | 50         |
| ---------- |  | ---------- |  | ---------- |  | ---------- |  | ---------- |
| MAASSLTVTL |  | GRLASACSHS |  | ILRPSGPGAA |  | SLWSASRRFN |  | SQSTSYLPGY |
| VPKTSLSSPP |  | WPEVVLPDPV |  | EETRHHAEVV |  | KKVNEMIVTG |  | QYGRLFAVVH |
| FASRQWKVTS |  | EDLILIGNEL |  | DLACGERIRL |  | EKVLLVGADN |  | FTLLGKPLLG |
| KDLVRVEATV |  | IEKTESWPRI |  | IMRFRKRKNF |  | KKKRIVTTPQ |  | TVLRINSIEI |
| APCLL      |  |            |  |            |  |            |  |            |

A: Аланін

C: Цистеїн

D: Аспарагінова кислота

E: Глутамінова кислота

F: Фенілаланін

G: Гліцин

H: Гістидин

I: Ізолейцин

K: Лізин

L: Лейцин

M: Метіонін

N: Аспарагін

P: Пролін

Q: Глутамін

R: Аргінін

S: Серин

T: Треонін

V: Валін

W: Триптофан

Кодований геном білок за функціями належить до рибонуклеопротеїнів, рибосомних білків. 
Задіяний у такому біологічному процесі, як альтернативний сплайсинг. 
Локалізований у мітохондрії.